# Love is All
Love is All är ett band från Göteborg. Sångare är Josephine Olausson.
Bandet släppte albumet Nine Times That Same Song 2006. De blev nominerade till P3 Guld som bästa pop 2007. De mest kända låtarna är Spinning and Scratching, Busy Doing Nothing och Used Goods.